# بيتر كوري
بيتر كوري هو قاضي ومحامي كندي، ولد في 25 أكتوبر 1925 في وندسور في كندا.